# Fémonationalisme
Ne doit pas être confondu avec Féminisme blanc.
 (janvier 2024).
La mise en forme du texte ne suit pas les recommandations de Wikipédia : il faut le « wikifier ».
Les points d'amélioration suivants sont les cas les plus fréquents. Le détail des points à revoir est peut-être précisé sur la page de discussion.
- Les titres sont pré-formatés par le logiciel. Ils ne sont ni en capitales, ni en gras.
- Le texte ne doit pas être écrit en capitales (les noms de famille non plus), ni en gras, ni en italique, ni en « petit »…
- Le gras n'est utilisé que pour surligner le titre de l'article dans l'introduction, une seule fois.
- L'italique est rarement utilisé : mots en langue étrangère, titres d'œuvres, noms de bateaux, etc.
- Les citations ne sont pas en italique mais en corps de texte normal. Elles sont entourées par des guillemets français : « et ».
- Les listes à puces sont à éviter, des paragraphes rédigés étant largement préférés. Les tableaux sont à réserver à la présentation de données structurées (résultats, etc.).
- Les appels de note de bas de page (petits chiffres en exposant, introduits par l'outil «  Source ») sont à placer entre la fin de phrase et le point final[comme ça].
- Les liens internes (vers d'autres articles de Wikipédia) sont à choisir avec parcimonie. Créez des liens vers des articles approfondissant le sujet. Les termes génériques sans rapport avec le sujet sont à éviter, ainsi que les répétitions de liens vers un même terme.
- Les liens externes sont à placer uniquement dans une section « Liens externes », à la fin de l'article. Ces liens sont à choisir avec parcimonie suivant les règles définies. Si un lien sert de source à l'article, son insertion dans le texte est à faire par les notes de bas de page.
- La présentation des références doit suivre les conventions bibliographiques. Il est recommandé d'utiliser les modèles {{Ouvrage}}, {{Chapitre}}, {{Article}}, {{Lien web}} et/ou {{Bibliographie}}. Le mode d'édition visuel peut mettre en forme automatiquement les références.
- Insérer une infobox (cadre d'informations à droite) n'est pas obligatoire pour parachever la mise en page.

Pour une aide détaillée, merci de consulter Aide:Wikification.
Si vous pensez que ces points ont été résolus, vous pouvez retirer ce bandeau et améliorer la mise en forme d'un autre article.
Le fémonationalisme, parfois appelé féminationalisme, est un concept inventé par la chercheuse Sara R. Farris pour désigner l'instrumentalisation par les nationalistes, néolibéraux, islamophobes et fémocrates (« nationalisme fémocratique ») d'un discours féministe à des fins électorales, islamophobes, racistes, xénophobes,,,,,,, pour constituer les femmes migrantes en une « armée régulière de travailleuses » dans les tâches de care,. Elle le définit en ces termes : « la mobilisation contemporaine des idées féministes par les partis nationalistes et les gouvernements néo-libéraux sous la bannière de la guerre contre le patriarcat supposé de l'Islam en particulier et des migrants du Tiers Monde en général »,.

## Conceptualisation
La chercheuse Sara R. Farris forge le concept pour décrire les processus par lesquels certains pouvoirs[pas clair] invoquent opportunément des revendications féministes afin de justifier des positions racistes, xénophobes et souvent aporophobes, d'amasser plus de voix aux élections et de soutenir un projet politico-économique exploitant les femmes migrantes, dans la continuité plus conservatrice de ce qui est reproché au féminisme libéral. Il ne s'agit pas du féminisme blanc, auquel il est reproché de ne pas prendre en compte les problèmes de racisme, mais qui ne développe pas activement et consciemment une vision nationaliste des droits des femmes. Pour les féminationalistes, d'une part les femmes racisées sont assez souvent posées en victimes que les États occidentaux, présentés comme des « démocraties sexuelles », viendraient « sauver », d'autre part les hommes racisés et les populations immigrées non-occidentales sont dépeintes comme particulièrement sexistes tandis que les sociétés occidentales seraient au contraire respectueuses des orientations sexuelles (homonationalisme), de l'identité de genre et de l’égalité de genre (fémonationalisme), une vision qui tranche avec celle majoritaire à gauche (considérant que les discriminations sexistes, LGBTphobes et racistes doivent toutes être combattues),,,,,.

## Histoire
Françoise Vergès note que « les bases du fémonationalisme des années 2000 sont posées dès les années 1960 ».

## En France
En France, le fémonationalisme est représenté par plusieurs organisations apparues dans les années 2010, notamment Belle et rebelle, Les Antigones, puis le Collectif Némésis en 2019. Plutôt que de dénoncer l'exploitation professionnelle des migrants et surtout des migrantes, ce qui pouvait aussi être à l'origine l'opposition féministe à l'immigration, ce mouvement dénonce les populations immigrées ou celles de certaines origines comme partageant moins les valeurs d'égalité des sexes et les hommes qui en sont issus comme étant plus enclins à commettre des violences sexistes et sexuelles. Le Rassemblement national (RN) adopte également ce discours sous la présidence de Marine Le Pen. Il contribue à faire disparaître le moindre succès auprès de l'électorat féminin qui touchait le RN jusqu'alors. Il partage des points communs avec le mouvement TERF et est porté par des collectifs féministes critiques du genre, identitaires et essentialistes, souvent liés au catholicisme traditionaliste et à l'extrême droite, comme le Collectif Némésis.

#### Essais en langue étrangère
- (en) Sara R. Farris, In the Name of Women's Rights: The Rise of Femonationalism, Duke University Press, 2017, 272 p. (ISBN 978-0822372929)